# Triumph TR6 Trophy-serie
De Triumph TR6 Trophy-serie was een serie 650cc-motorfietsen die het Britse merk Triumph produceerde van 1956 tot 1973. Het bestond uit een groot aantal modellen, die in hoofdzaak onderverdeeld kunnen worden in de sportmodellen (vaak met een R van "roadster" in de type-aanduiding) en de offroads (met de "C" van "competition"). Ze werden vooral voor de Amerikaanse markt geproduceerd en acteur Steve McQueen was een groot liefhebber. Hij maakte zelfs deel uit van het Amerikaanse team dat in 1964 deelnam aan de ISDT in Erfurt (DDR). In de film The Great Escape deed hij met een Triumph TR6 Trophy (voor zover de verzekering het toeliet) zijn eigen stunts.

## Voorgeschiedenis
De oorsprong van de TR6 Trophy-serie lag bij de 650cc-Triumph 6T Thunderbird, die in 1950 was geïntroduceerd. Die machine moest op de Britse thuismarkt een alternatief zijn voor de zijspanrijders, nu de zijspantrekkers met zijklepmotor niet meer geproduceerd werden, maar hij was toch vooral bedoeld voor de zo belangrijke Amerikaanse markt, die voortdurend vroeg om modellen met meer vermogen. Daarom volgde in 1954 de nog snellere Triumph Tiger T110. De beide Amerikaanse importeurs vroegen echter ook om snelle terreinmotoren. 

### Offroad in Amerika
Triumph had twee importeurs in de Verenigde Staten: voor de westkust Johnson Motors (JoMo) in Pasadena (Californië) en voor de oostkust de Triumph Corporation (Tri-Cor) in Baltimore (Maryland). Beiden vroegen om terreinmotoren, maar om verschillende redenen. Voor JoMo waren ze belangrijk in de desert races in Californië, in de Mojavewoestijn en in New Mexico maar voor Tri-Cor om als pleziervoertuig te worden gebruikt in de heuvels van Berkshire County en de Blue Ridge Mountains in Virginia. De 500cc-TR5 Trophy was al populair, maar leverde slechts 25 pk.

### De naam "Trophy"
De naam "Trophy" verscheen voor het eerst bij de 500cc-TR5 Trophy, nadat het Triumph-fabrieksteam bij de International Six Days Trial van 1948 in San Remo (Italië) 3 gouden medailles had gewonnen. 

## TR6 Trophy UK en TR6 Trophy Export
De TR6 Trophy kwam in 1956 op de markt in twee (of eigenlijk drie) versies: een voor het Verenigd Koninkrijk en een voor de export. In de Verenigde Staten, waar de machine eigenlijk voor bedoeld was, werd een de derde versie geleverd: het exportmodel met een kleinere brandstoftank. Een belangrijk verschil met de toermodellen zoals de 6T Thunderbird was het ontbreken van de koplampnacelle. De gewone koplamp van de Trophy's zag er niet alleen sportiever uit, maar kon ook snel worden verwijderd voor deelname aan "scrambles", in die tijd de naam voor motorcrosswedstrijden. Dit waren dan ook allemaal straatlegale terreinmotoren. De aanpassingen voor de terreinsporten waren nog niet erg opvallend. De veerwegen waren wat langer dan bij de andere modellen, de machines hadden een upswept twee-in-een uitlaat, noppenbanden, kleinere spatborden en de voorvork had gaiters tegen de steenslag. De dynamo en de bedrading van de koplamp konden ook snel gedemonteerd worden. 

### Motor
De motor was een dwarsgeplaatste, luchtgekoelde paralleltwin met een boring van 71 mm en een slag van 82 mm. De motor kreeg twee nokkenassen: voor de uitlaatkleppen aan de voorkant van het cilinderblok en voor de inlaatkleppen aan de achterkant. Aan de rechterkant zat het distributiecarter, dat strak was afgewerkt en waarin de tandwielaandrijving de 6 volt-60 watt-dynamo, de ontstekingsmagneet en de nokkenassen aandreef. De brandstoftoevoer werd verzorgd voor een enkele Amal Monobloc-carburateur. Het hele kleppenmechanisme was ingesloten en opgenomen in het dry-sump-smeersysteem. Het was een pre-unit-motor, met een losse versnellingsbak. De Britse versie had een lagere compressieverhouding van 7:1, de exportversie van 8,5:1. 

### Transmissie
Links op de krukas zat een schroefveer-transmissiedemper met het voorste tandwiel van de primaire aandrijving. Via een ketting en een tweede tandwiel dreef die de meervoudige natte plaatkoppeling en vervolgens de voetgeschakelde vierversnellingsbak met kickstarter aan. Het achterwiel werd aangedreven door een ketting.

### Rijwielgedeelte
De machine had een semi-dubbel wiegframe met een dikke voorbuis die vanaf het balhoofd naar de voor/onderkant van het motorblok liep, waar ze werd gesplitst in twee dunnere buizen. Voor zat een telescoopvork en achter een swingarm met twee veer/demperelementen. Voor en achter zat een 7 inch-trommelrem. Er was geen achterwielstandaard meer gemonteerd. De TR6 Trophy had al een middenbok en een jiffy, maar om het voorwiel snel te kunnen demonteren ook een voorwielstandaard. 

### Uitrusting
De TR6 Trophy deelde veel onderdelen met de lichtere Triumph TR5 Trophy, zoals de kast van de primaire ketting, de afneembare dynamo, de olietank, het dunne duozadel, de benzinetank en de uitlaat. Verder konden klanten kiezen voor een klein bagagerekje boven op de tank. Door de Tweede Wereldoorlog en daarna de Koreaanse Oorlog was chroom lang moeilijk leverbaar geweest, maar nu het weer beschikbaar was koos Triumph toch nog voor veel lakwerk in plaats van chroom. 

## TR6/A Trophy, TR6/B Trophy en TR6/C Trophy
Al in 1957 verschenen er drie nieuwe versies, allemaal met een compressieverhouding van 8,5:1 en met een vermogen van 42 pk bij 6.500 tpm. De TR6/A Trophy was geen terreinmotor, maar een sportmodel. Technisch verschilde deze machine niet veel van de Triumph Tiger T110, maar die had nog de koplampnacelle en zou later ook de "bathtub"-stroomlijn krijgen. Die werd ook toegepast op de 350cc-Twenty One en kon vooral Amerikaanse klanten niet bekoren. Ze had gewone straatbanden en twee laaggeplaatste uitlaten. De TR6/B was een offroadmodel, dat geschikt was voor de openbare weg maar dat ook terreinvaardig was met grof profiel-banden en hooggeplaatste uitlaten. Bij de TR6/C Trophy stond de "C" voor "Competition". Het was een volbloed wedstrijdmachine zonder verlichting en andere onnodige onderdelen. Ze had wel twee aparte uitlaten, omhooggebogen aan beide kanten van de machine. Al in 1958 werden de motoren herzien. Ze waren eigenlijk degelijk en betrouwbaar genoeg, maar niet bestand tegen de Amerikaanse tuners, die ze opvoerden voor desert races en de populaire stoplichtsprints. Daarom werd de uit drie delen bestaande krukas vervangen door een gesmeed exemplaar uit een stuk en ook de kleppen werden iets kleiner omdat de cilinderkoppen haarscheurtjes vertoonden. Met kleinere kleppen bleef er wat meer "vlees" rond de klepzittingen over. Bij de Amerikaanse desert racers en motorcrosssers was de TR6/C Trophy zeer geliefd. De Southern California Big Bear Run van 1958 had 851 inschrijvers, maar slechts 145 finishers. Bud Ekins won met zijn TR6/C Trophy. Ook andere bekende Amerikaanse coureurs gebruikten de machine, zoals Ed Kretz Jr. en Steve McQueen, maar ook Elvis Presley had er een. 

## TR6C Trophy en TR6R Trophy
Begin jaren zestig kregen de modellen de aanduiding "C" voor "Competition" (terrein) en "R" voor "Road", zoals de 500cc-TR5A/C en TR5A/R. De TR6C Trophy werd in 1960 grotendeels vernieuwd. Ze kreeg een nieuw dubbel wiegframe. Dat was aanvankelijk geen succes, want binnen enkele maanden na de presentatie kwamen er al klachten over frames die rond het balhoofd scheurden. In 1961 volgde de sportmotor TR6R Trophy als opvolger van de TR6/A Trophy. Nu werd de motor opnieuw aangepast, met de nieuwe "Delta"-cilinderkoppen en met buisjes tussen de koelribben om de trillingen die een rinkelend geluid veroorzaakten te beperken. Ook de tandwielverhoudingen van de eindaandrijving werden gewijzigd, waardoor de topsnelheid wat lager werd te gunste van de trekkracht. De TR6R Trophy behield het oude semi-dubbel wiegframe, waarschijnlijk om gewicht te sparen. Ze had de gebruikelijke lage uitlaatpijpen en in 8 inch-trommelrem in het voorwiel. Vanaf ca. 1963 kregen de machines een unit construction-versnellingsbak en een wisselstroomdynamo op het linker krukasuiteinde.

## TR6SS Trophy
De TR6SS Trophy verscheen in 1962 en werd tot 1966 geproduceerd. Ze was vrijwel identiek aan de TR6R Trophy, maar was een "Competition-model". Met een speciaal geprepareerde versie met 46 pk won Bud Ekins zijn gouden medaille in de ISDT van de DDR. De TR6SS had de gebruikelijke omhooggebogen uitlaten en de goedkopere Lucas-K2F-ontstekingsmagneet in plaats van de eerder gebruikte en duurdere K2FC-magneet. 

## TR6S/C Trophy en TR6S/R Trophy
Terwijl de TR6C als offroadmotor in productie bleef, verscheen in 1964 de TR6S/C Trophy voor het zwaardere enduro-werk. Het zustermodel voor de straat, de TR6S/R Trophy, was het snelle sportmodel. Beide modellen waren vooral bedoeld voor de Amerikaanse markt. Ze hadden naast de wisselstroomdynamo nu ook accu-bobine-ontsteking. Daarmee was de Trophy-serie nu volledig gemoderniseerd en samen met de T120 Bonneville vormde ze de ruggengraat van de Triumph-modellen, nu de Tiger T110 uit productie was gegaan de 6T Thunderbird voor de toeristisch ingestelde klanten beschikbaar was. De Bonneville was weliswaar sterker, maar bestond niet als terreinmotor en bovendien had ze twee carburateurs, wat het afstellen (nog vaak door de klant zelf gedaan) moeilijk maakte dan met de enkele carburateur van de Trophy. In 1966, het laatste productiejaar, kregen de machines een 12 volt-installatie. 

## TR6P Trophy
De Britse politie had tot dat moment Triumph Speed Twins en Thunderbirds gebruikt, maar in 1967 kwam de TR6P Trophy, waarbij de "P" voor "Police" stond. De spierwitte machine werd geleverd met beenschilden en een speciale tank, waar de PYE-mobilofoon in paste. Ze kreeg de min of meer officiële bijnaam "SAINT", dat moest staan voor Stop Anything In No Time, maar dat een duidelijke verwijzing was naar de populaire tv-serie The Saint, waarin Simon Templar (Roger Moore) een witte Volvo P1800 gebruikte. De politieversies werden aangepast aan de wensen voor de verschillende politiekorpsen, maar in 1967 werd de TR6P Trophy ook aan het Amerikaanse publiek verkocht als vervanger van de populaire Thunderbird. 

## TR6S/C Trophy Special (TT Special)
De TR6S/C Trophy Special, die als toevoeging ook TT Special werd genoemd, was een speciaal voor Johnson Motors (JoMo) in Pasadena (Californië) gebouwde terreinmotor. JoMo verlangde van Triumph een echt snelle desert racer en vanwege het grote belang van de Amerikaanse markt ging Triumph daar direct in mee. Dankzij speciale onderdelen, zoals hoge compressie-zuigers leverde de machine 54 pk, twee meer dan de snelste Bonneville. Ook had ze het semi-dubbel wiegframe dat normaal alleen voor de straatversies werd gebruikt. Ze had geen verlichting, alleen een toerenteller op het stuur en korte, open uitlaten. De toevoeging "TT Special" verwees naar de TT Steeplechase, een tak van baansport die in de hele VS populair was en leek op dirttrack, maar die ook springbulten en rechter bochten bevatte.

## TR6R Trophy Sports
De TR6R Trophy Sports verscheen in 1968 en had een 12 volt-elektrische installatie, accu-bobine-ontsteking en de nieuwe Amal Concentric-carburateur. Die laatste was geen succes. Testrijders van het blad "Cycle" vonden de carburateur slecht presteren in de bebouwde kom en ontdekten dat hij te heet kon worden, waardoor de gasschuif klemde. In het gunstigste geval kon er geen gas gegeven worden, maar in het ongunstigste geval kon het gas niet meer worden dichtgedraaid. Men adviseerde kopers om een Amal Monobloc aan te schaffen of nog liever een Japanse carburateur. Dankzij de Bonneville-nokkenas en een hogere compressieverhouding van 9:1 leverde de machine 43 pk. Waarschijnlijk bleef de machine niet lang in productie. In 1969 kwam het model niet meer in de catalogi voor. 

## TR6R Tiger, TR6R/V Trophy en TR6C/V Trophy
In 1971 verscheen de TR6R Tiger met als slogan: "You'll be tops when you take to the road with al Tiger!". Triumph borduurde hiermee voort op de naam "Tiger", die echter nog alleen als 500cc-model bestond, en dan ook nog alleen als het toermodel Tiger 100 S. De 650cc-Triumph Tiger T110 was al tien jaar uit productie. De Tiger had het "oil-in-frame-systeem", het dry-sump-smeersysteem waarbij de olie niet in een olietank maar in frame zelf werd opgeslagen. Dat systeem was ontwikkeld door BSA voor de BSA A65FS Firebird Scrambler. In feite was de Tiger vrijwel identiek aan de Triumph Bonneville, maar met slechts een enkele carburateur. Daarmee leverde hij slechts enkele pk's minder dan de Bonneville, maar de Tiger kostte slechts 488 pond, terwijl de Triumph T120R Bonneville 650 525 pond kostte. In de Verenigde Staten was de Tiger iets langzamer omdat ze daar werd geleverd met een lagere compressieverhouding. 
De TR6R/V sportmotor verscheen in 1972, het jaar dat de BSA-groep al op haar achterste benen liep en dat het merk BSA ook daadwerkelijk failliet zou gaan. De machine was vrijwel identiek aan de TR6R Tiger, maar zoals ook bij de latere T150V Trident stond de "V" voor de vijfversnellingsbak, die slechts optioneel was. Standaard werd de machine geleverd met vier versnellingen. De TR6R/V werd ook geleverd met "oil-in-frame-systeem". Na een enkel prototype in 1971 werden van de TR6RV Trophy 2169 exemplaren gebouwd, maar de terreinversie TR6C/V Trophy bleef steken bij twee prototypen in 1972.

## Einde productie
In 1973 werden nog 25 exemplaren van de TR6P Trophy en 122 stuks van de TR6R/V Trophy geproduceerd, maar in feite waren de Trophy-modellen in dat jaar al opgevolgd door de 750cc-Triumph T140V Bonneville. 

## BSA T65 Thunderbolt
De productie van BSA stopte in 1972, maar het merk had nog verplichtingen aan buitenlandse importeurs. Daarom werden in 1973 enkele honderden Triumph TR6 Trophy-motorfietsen van een BSA-logo voorzien en verkocht als BSA T65 Thunderbolt.

## Trivia

### Bijnamen Desert Sled en Trophy Bird
De bijnaam Desert Sled kregen de terreinmachines van de Amerikanen, die ze inzetten in de vele desert races in New Mexico en de Mojavewoestijn, maar ook in de Hare and Hound-races in Californië, Nevada en Idaho. De bijnaam Trophy Bird sloeg op het 650cc-moedermodel, de 6T Thunderbird. De TR6 Trophy was de Trophy (terrein)-versie van de Thunderbird met de styling van de TR5 Trophy.

### Bud Ekins en Steve McQueen
Bud Ekins was Triumph-dealer in in Sherman Oaks, waar veel topacteurs als Steve McQueen, Paul Newman en Clint Eastwood klant waren. McQueen leerde motorcrossen van Bud Ekins en werd zelf een gerespecteerd motorcrosser. Ekins vertegenwoordigde de Verenigde Staten in de International Six Days Trial, de oudste (1913) door de FIM georganiseerde vorm van motorsport, die ondanks de naam toen nog geen trial, maar een endurorace was. In 1962 won Bud Ekins in de DDR een gouden medaille met het Amerikaanse team, dat naast Bud Ekins bestond uit zijn broer Dave Ekins, John Steen, Cliff Coleman en Steve McQueen. In de ISDT van 1964 reed hij samen met McQueen een 650cc-Triumph TR6C Trophy. In 1965 namen ze deel aan de ISDT op het eiland Man. Ekins won in zeven jaar vier gouden medailles en een zilveren.

#### The Great Escape
Bud Ekins' carrière als stuntman begon toen Steve McQueen hem vroeg om zijn body double te worden tijdens de opnamen van de film The Great Escape. Ekins was in 1962 in Erfurt (DDR) waar hij met een TR6SS Trophy de International Six Days Trial won. De opnamen vonden plaats in de Bavaria-filmstudio in München. McQueen stelde Ekins voor aan regisseur John Sturges, die de uiterlijke gelijkenis goed genoeg vond. De achtervolgingsscène met motorfietsen stond niet in het oorspronkelijke script, maar was er door motorenthousiast McQueen aan toegevoegd. Voor de achtervolging werden motorrijders op BMW's en andere motorfietsen aangetrokken, maar zij waren niet snel genoeg om McQueen te volgen. Daarop reed McQueen steeds een stuk op zijn Triumph TR6C Trophy om zich vervolgens om te kleden in een Duits uniform en ook de achtervolger te spelen. Voor een sprong over prikkeldraad kreeg McQueen geen toestemming van de verzekering. Die werd uitgevoerd door Bud Ekins.

## Afbeeldingen

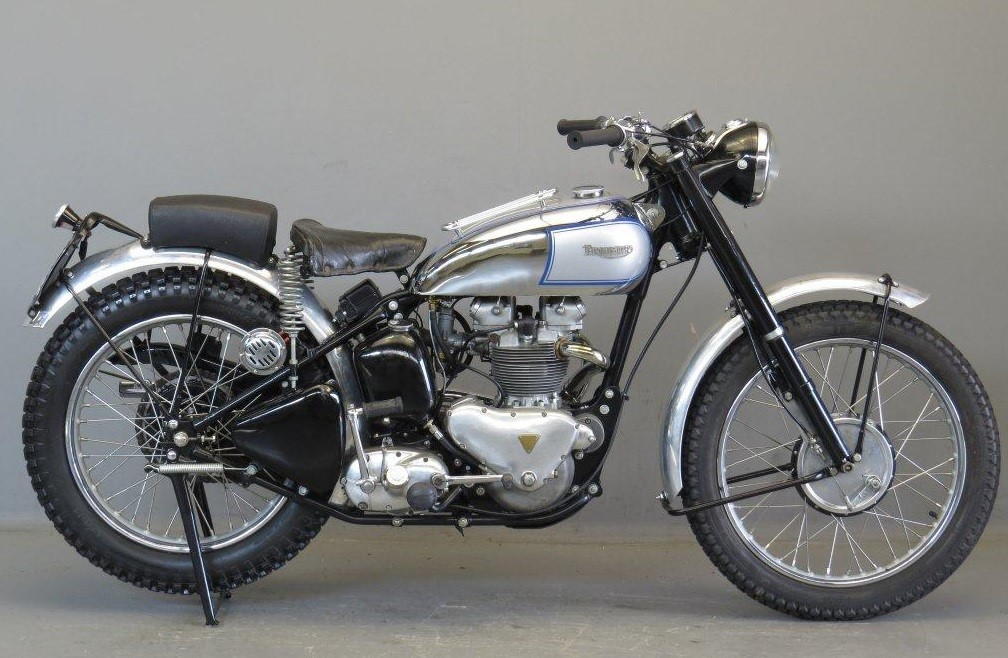
Voorganger Triumph TR5 Trophy uit 1951.
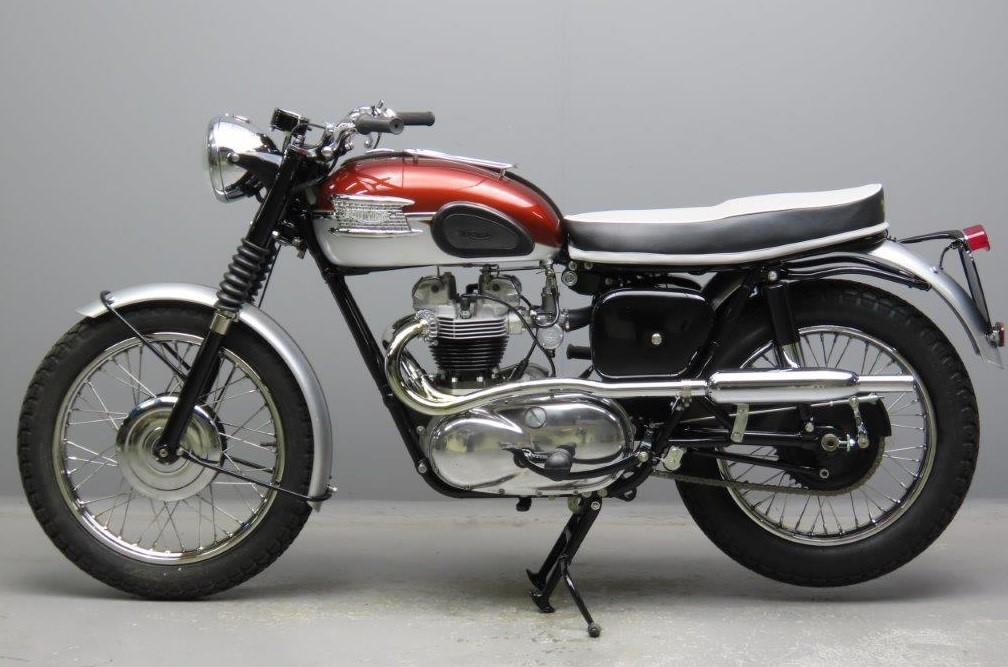
Triumph TR6SS Trophy uit 1962 met "harmonica"-tanklogo.
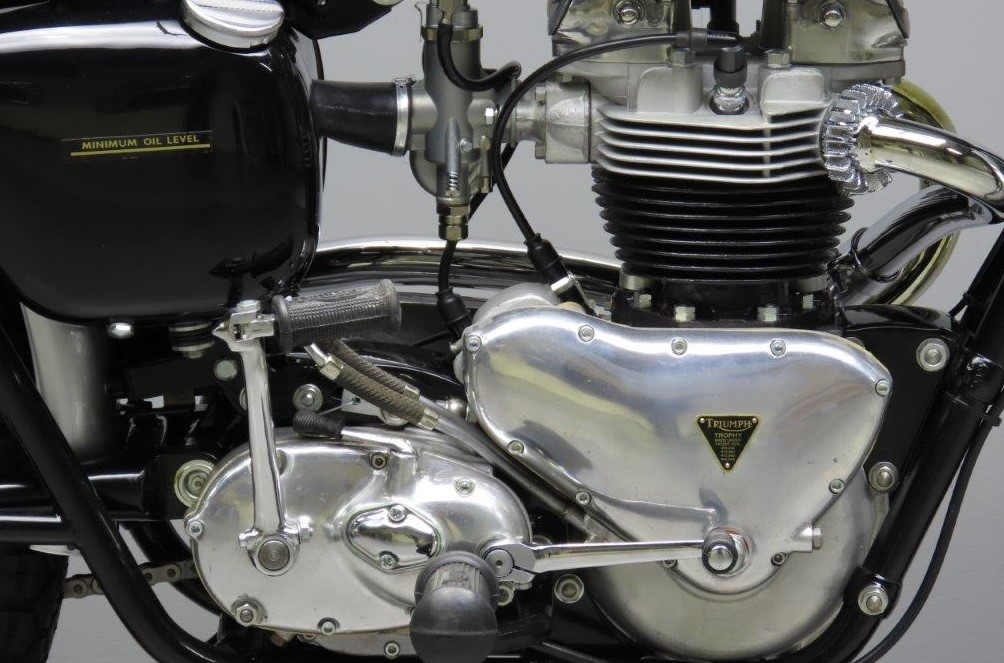
De rechterkant van de motor van de TR6SS Trophy uit 1961/1962. De machine heeft nog een losse (pre-unit)-versnellingsbak. Die werd in 1963 vervangen door een vaste (unit construction)-bak.
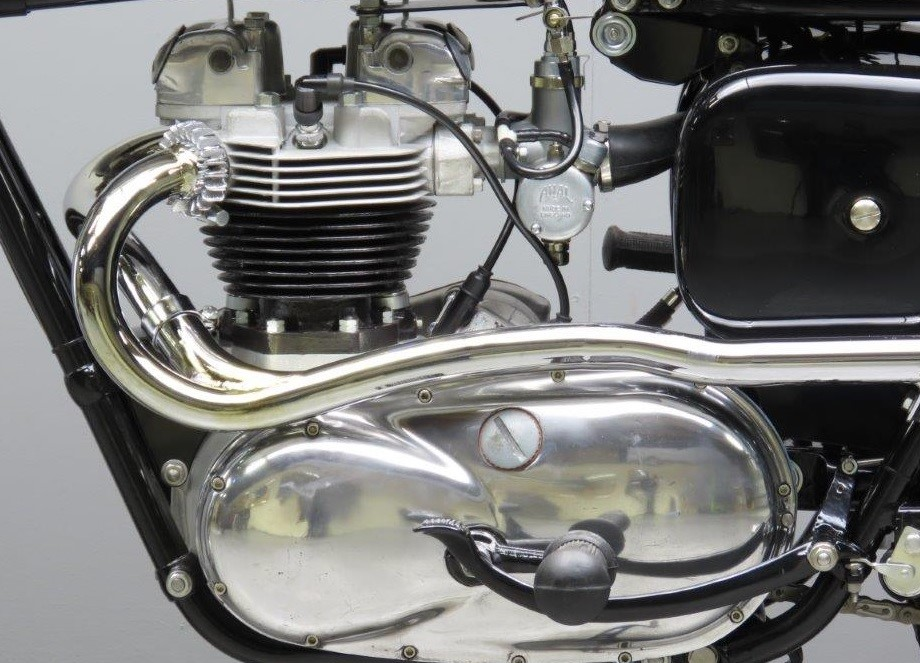
De linkerkant van de motor van de TR6SS Trophy uit 1961/1962. De uitstulping op de kast van de primaire ketting is groter dan bij eerdere modellen, omdat daar nu behalve de transmissiedemper ook de wisselstroomdynamo zat.
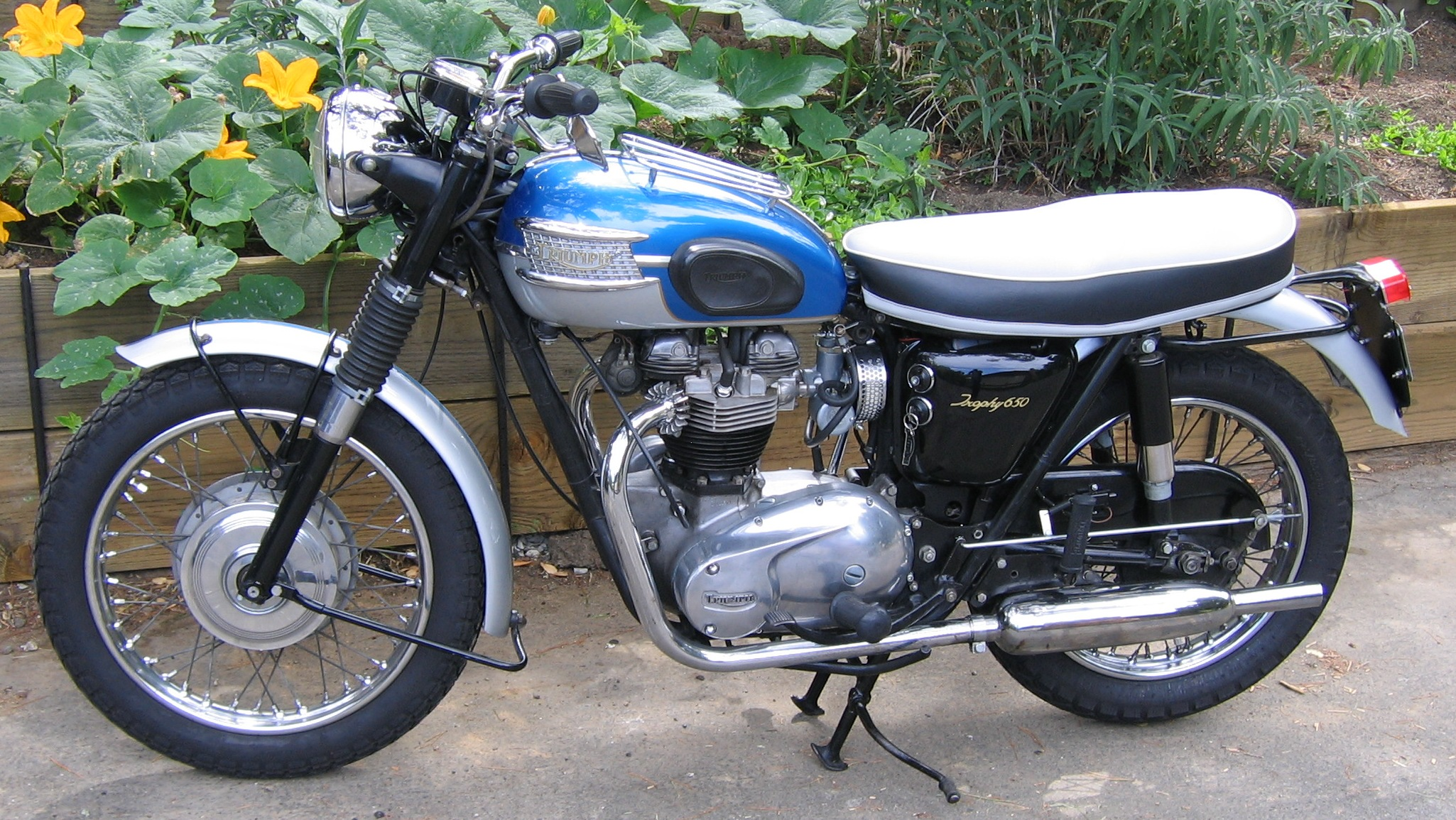
Triumph TR6R Trophy uit 1964

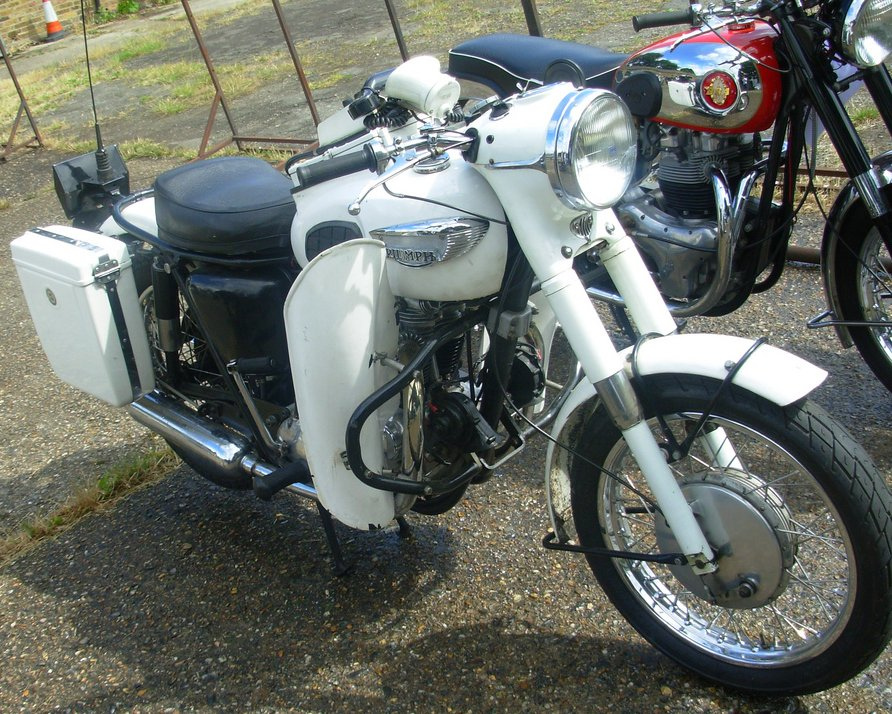
Triumph TR6P "SAINT" uit 1967
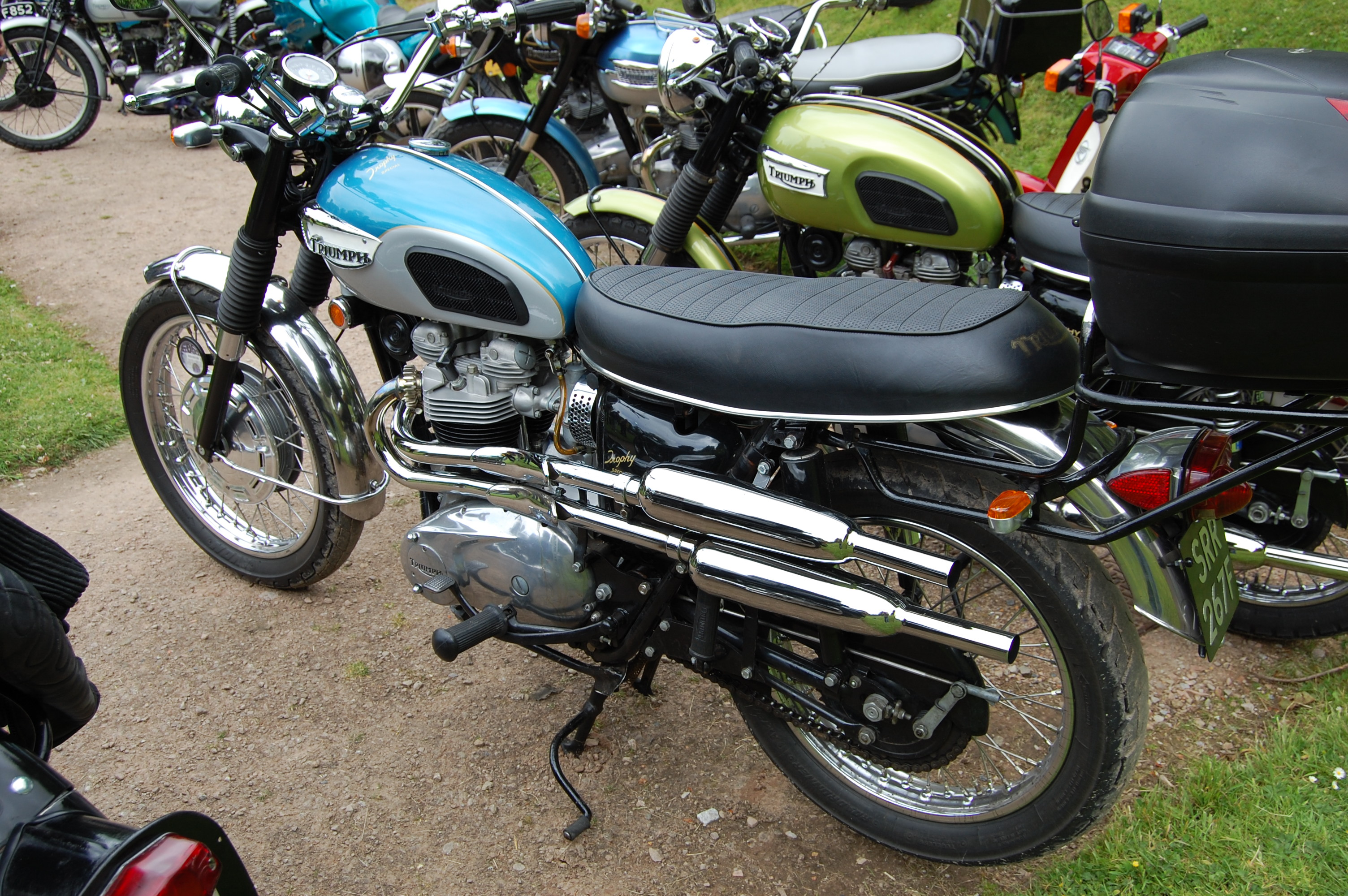
Triumph TR6C Trophy uit 1968
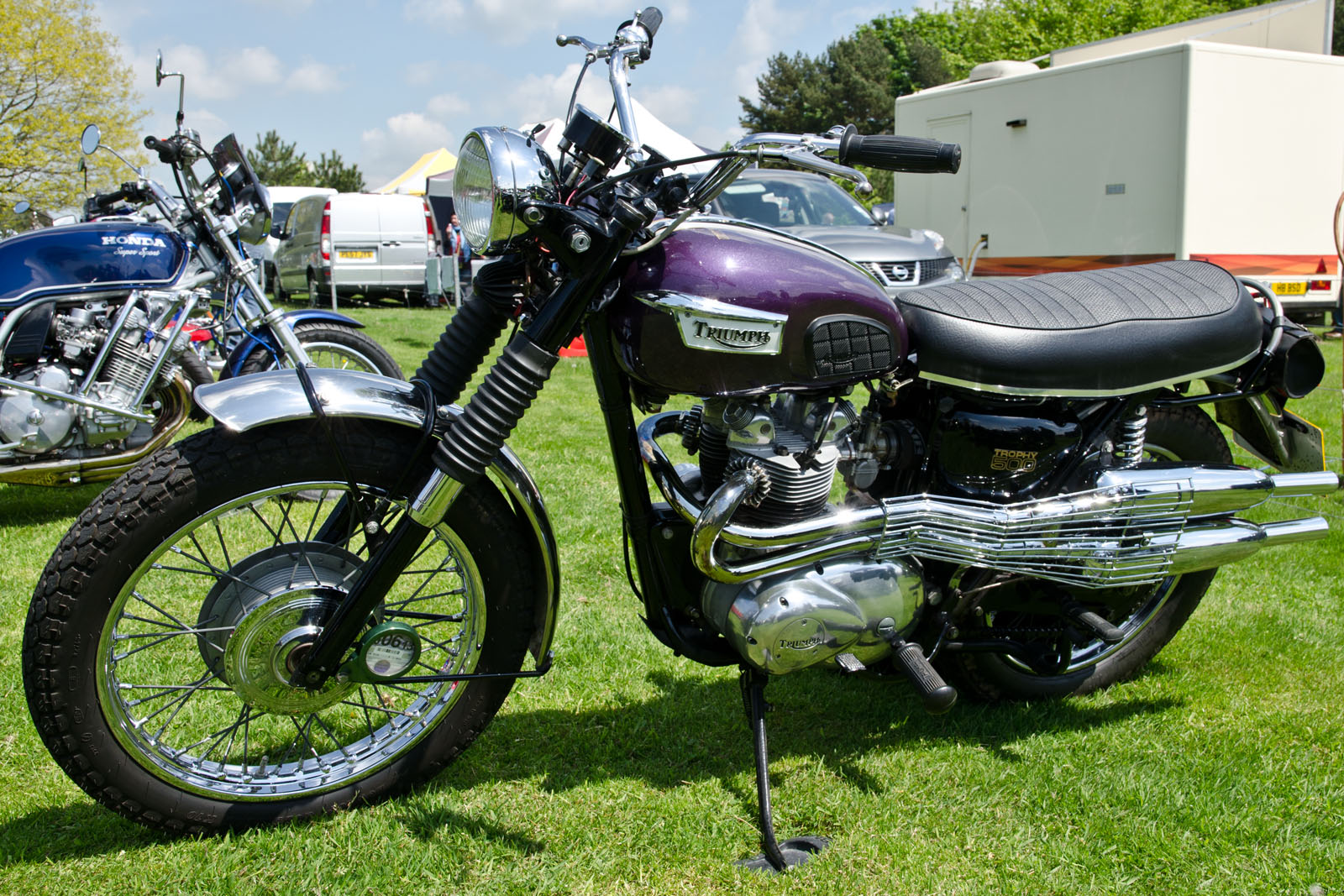
Triumph TR6C Trophy uit 1970 met "eyebrow"-tanklogo.
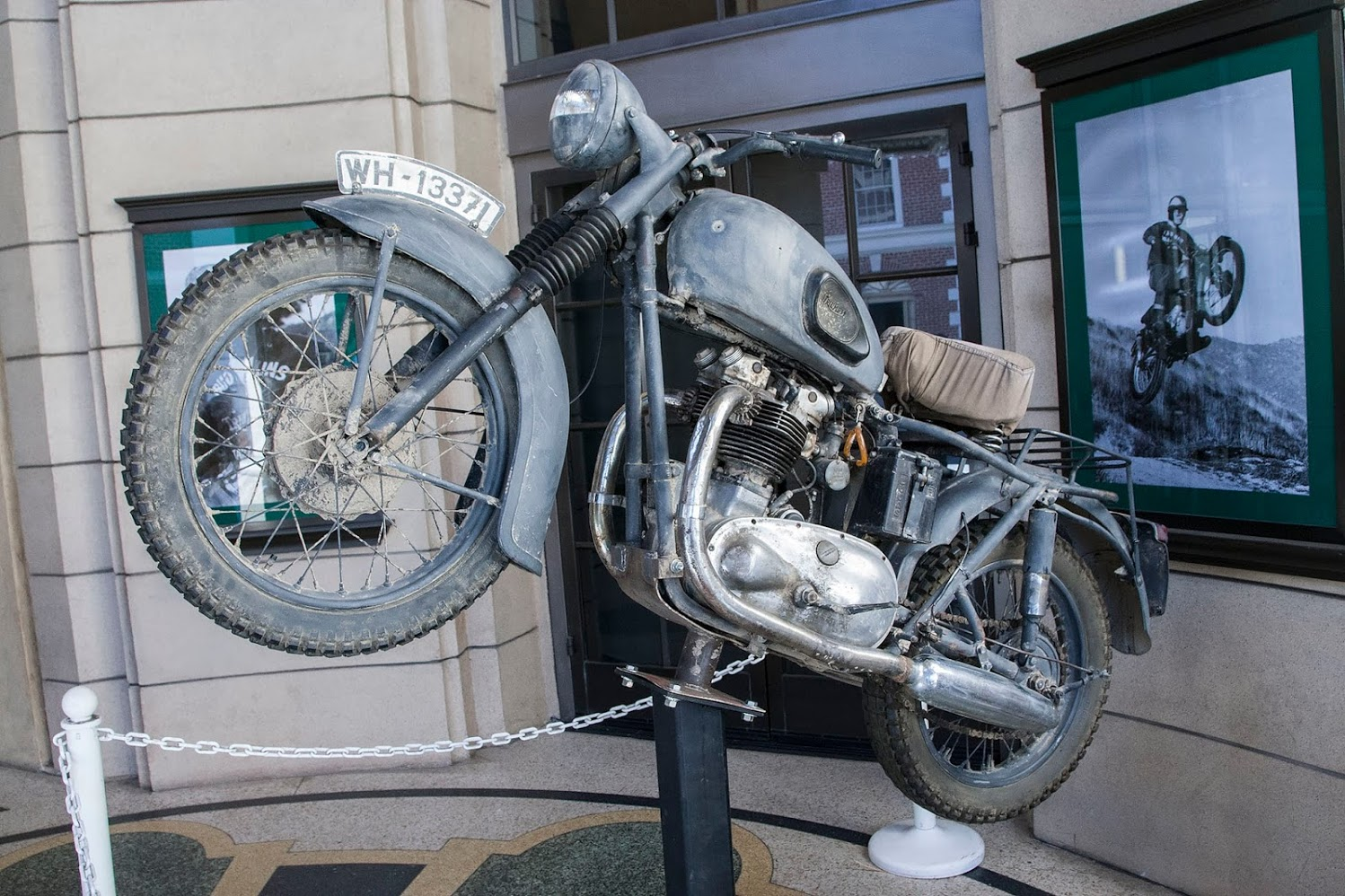
De TR6C Trophy vermomd als Duitse motorfiets, gebruikt door Bud Ekins en Steve McQueen in The Great Escape. Om de machine "ouder" te maken was een voorspatbord van een Speed Twin gemonteerd.
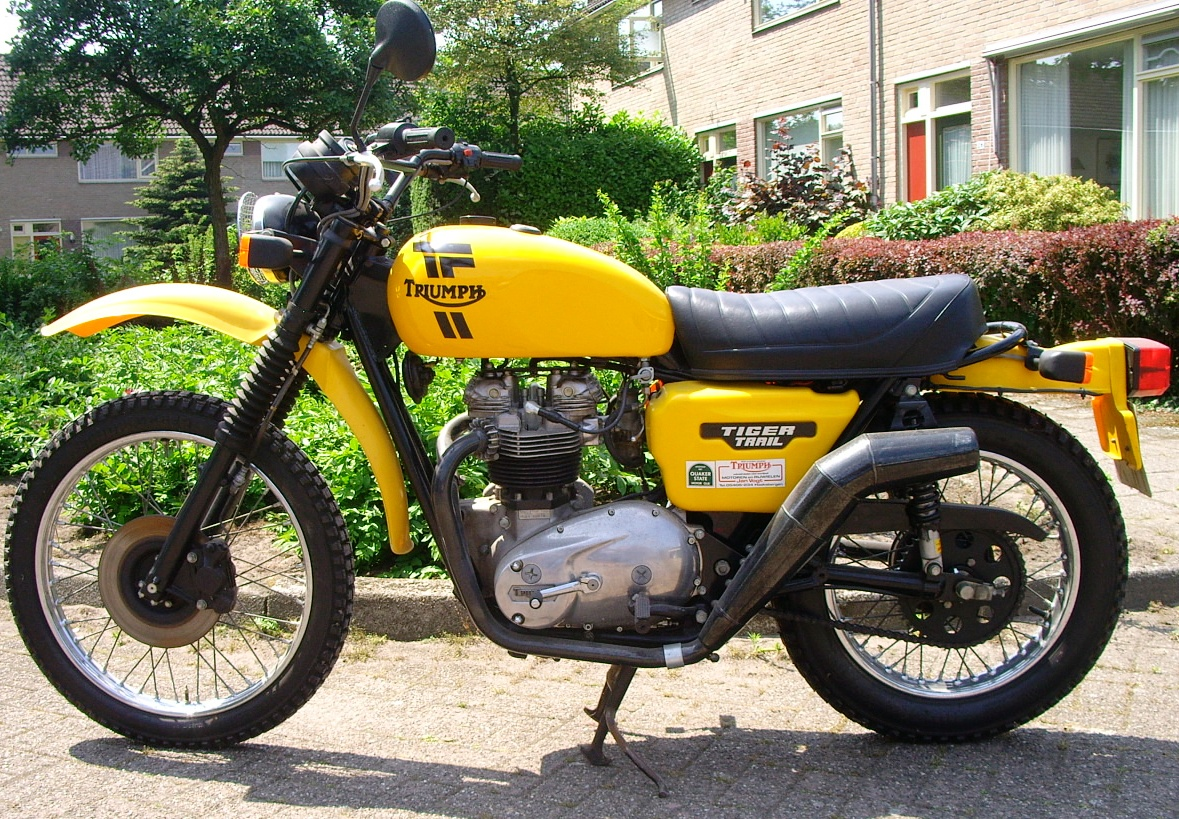
Opvolger Triumph TR7T Tiger Trail

## Technische gegevens (1)
| Triumph                | TR6 Trophy UK                | TR6 Trophy Export            | TR6/A Trophy                 | TR6/B Trophy                 | TR6/C Trophy                 | TR6C Trophy                  | TR6R Trophy                  | TR6SS Trophy                 |                         |
| ---------------------- | ---------------------------- | ---------------------------- | ---------------------------- | ---------------------------- | ---------------------------- | ---------------------------- | ---------------------------- | ---------------------------- | ----------------------- |
| Periode                | 1956                         | 1956                         | 1957-1960                    | 1957-1960                    | 1957-1959                    | 1960-1972                    | 1961-1972                    | 1962-1966                    |                         |
| Categorie              | Offroad                      | Offroad                      | Sport                        | Offroad                      | Enduro                       | Enduro                       | Sport                        | Enduro                       |                         |
| Motortype              | Stoterstangen OHV            | Stoterstangen OHV            | Stoterstangen OHV            | Stoterstangen OHV            | Stoterstangen OHV            | Stoterstangen OHV            | Stoterstangen OHV            | Stoterstangen OHV            |                         |
| Bouwwijze              | Dwarsgeplaatste paralleltwin | Dwarsgeplaatste paralleltwin | Dwarsgeplaatste paralleltwin | Dwarsgeplaatste paralleltwin | Dwarsgeplaatste paralleltwin | Dwarsgeplaatste paralleltwin | Dwarsgeplaatste paralleltwin | Dwarsgeplaatste paralleltwin |                         |
| Koeling                | Lucht                        | Lucht                        | Lucht                        | Lucht                        | Lucht                        | Lucht                        | Lucht                        | Lucht                        |                         |
| Boring                 | 71 mm                        | 71 mm                        | 71 mm                        | 71 mm                        | 71 mm                        | 71 mm                        | 71 mm                        | 71 mm                        |                         |
| Slag                   | 82 mm                        | 82 mm                        | 82 mm                        | 82 mm                        | 82 mm                        | 82 mm                        | 82 mm                        | 82 mm                        |                         |
| Cilinderinhoud         | 649,3 cc                     | 649,3 cc                     | 649,3 cc                     | 649,3 cc                     | 649,3 cc                     | 649,3 cc                     | 649,3 cc                     | 649,3 cc                     |                         |
| Carburateur(s)         | 1 Amal Monobloc              | 1 Amal Monobloc              | 1 Amal Monobloc              | 1 Amal Monobloc              | 1 Amal Monobloc              | 1 Amal Monobloc              | 1 Amal Concentric 30 mm      | 1 Amal Concentric 30 mm      |                         |
| Ontsteking             | Magneet                      | Magneet                      | Magneet                      | Magneet                      | Magneet                      | Magneet                      | Accu-bobine                  | Magneet                      |                         |
| Smeersysteem           | Dry-sump                     | Dry-sump                     | Dry-sump                     | Dry-sump                     | Dry-sump                     | Dry-sump                     | Dry-sump                     | Dry-sump                     |                         |
| Compressieverhouding   | 7:1                          | 8,5:1                        | 8,5:1                        | 8,5:1                        | 8,5:1                        | 8,5:1                        | 9:1                          | 9:1                          |                         |
| Max. vermogen          | 40 pk bij 6.500 tpm          | 42 pk bij 6.500 tpm          | 42 pk bij 6.500 tpm          | 42 pk bij 6.500 tpm          | 42 pk bij 6.500 tpm          | 42 pk bij 6.500 tpm          | 43 pk bij 6.500 tpm          | 43 pk bij 6.500 tpm          |                         |
| Primaire aandrijving   | Ketting                      | Ketting                      | Ketting                      | Ketting                      | Ketting                      | Ketting                      | Ketting                      | Ketting                      | Ketting                 |
| Koppeling              | Meervoudige natte plaat      | Meervoudige natte plaat      | Meervoudige natte plaat      | Meervoudige natte plaat      | Meervoudige natte plaat      | Meervoudige natte plaat      | Meervoudige natte plaat      | Meervoudige natte plaat      | Meervoudige natte plaat |
| Versnellingen          | 4                            | 4                            | 4                            | 4                            | 4                            | 4                            | 4                            | 4                            | 4                       |
| Secundaire aandrijving | Ketting                      | Ketting                      | Ketting                      | Ketting                      | Ketting                      | Ketting                      | Ketting                      | Ketting                      | Ketting                 |
| Rijwielgedeelte        | Semi-dubbel wiegframe        | Semi-dubbel wiegframe        | Semi-dubbel wiegframe        | Semi-dubbel wiegframe        | Semi-dubbel wiegframe        | Dubbel wiegframe             | Semi-dubbel wiegframe        | Dubbel wiegframe             |                         |
| Voorvork               | Telescoop                    | Telescoop                    | Telescoop                    | Telescoop                    | Telescoop                    | Telescoop                    | Telescoop                    | Telescoop                    |                         |
| Achtervork             | Swingarm                     | Swingarm                     | Swingarm                     | Swingarm                     | Swingarm                     | Swingarm                     | Swingarm                     | Swingarm                     |                         |
| Remmen                 | Trommelremmen                | Trommelremmen                | Trommelremmen                | Trommelremmen                | Trommelremmen                | Trommelremmen                | Trommelremmen                | Trommelremmen                |                         |
| Tankinhoud             | 18 liter                     | 18 liter (USA: 13 liter)     | Onbekend                     | Onbekend                     | 18 liter                     | 18 liter                     | 13 liter                     | 13 liter                     |                         |
| Droog gewicht          | 166 kg                       | 166 kg                       | Onbekend                     | Onbekend                     | 173 kg                       | 164 kg                       | 166 kg                       | 166 kg                       |                         |

## Technische gegevens (2)
| Triumph                | TR6S/C Trophy                | TR6S/R Trophy                | TR6P Trophy                  | TR6S/C Trophy Special        | TR6R Trophy Sports           | TR6R Tiger                                     | TR6R/V Trophy                | TR6C/V Trophy                |                              | BSA T65 Thunderbolt |
| ---------------------- | ---------------------------- | ---------------------------- | ---------------------------- | ---------------------------- | ---------------------------- | ---------------------------------------------- | ---------------------------- | ---------------------------- | ---------------------------- | ------------------- |
| Periode                | 1964-1966                    | 1964-1966                    | 1967-1973                    | 1967                         | 1968                         | 1971-1972                                      | 1971-1973                    | 1972                         | 1973                         |                     |
| Categorie              | Enduro                       | Sport                        | Politie                      | Enduro                       | Sport                        | Sport                                          | Offroad                      | Prototype                    | Toer                         |                     |
| Motortype              | Stoterstangen OHV            | Stoterstangen OHV            | Stoterstangen OHV            | Stoterstangen OHV            | Stoterstangen OHV            | Stoterstangen OHV                              | Stoterstangen OHV            | Stoterstangen OHV            | Stoterstangen OHV            |                     |
| Bouwwijze              | Dwarsgeplaatste paralleltwin | Dwarsgeplaatste paralleltwin | Dwarsgeplaatste paralleltwin | Dwarsgeplaatste paralleltwin | Dwarsgeplaatste paralleltwin | Dwarsgeplaatste paralleltwin                   | Dwarsgeplaatste paralleltwin | Dwarsgeplaatste paralleltwin | Dwarsgeplaatste paralleltwin |                     |
| Koeling                | Lucht                        | Lucht                        | Lucht                        | Lucht                        | Lucht                        | Lucht                                          | Lucht                        | Lucht                        | Lucht                        |                     |
| Boring                 | 71 mm                        | 71 mm                        | 71 mm                        | 71 mm                        | 71 mm                        | 71 mm                                          | 71 mm                        | 71 mm                        | 71 mm                        |                     |
| Slag                   | 82 mm                        | 82 mm                        | 82 mm                        | 82 mm                        | 82 mm                        | 82 mm                                          | 82 mm                        | 82 mm                        | 82 mm                        |                     |
| Cilinderinhoud         | 649,3 cc                     | 649,3 cc                     | 649,3 cc                     | 649,3 cc                     | 649,3 cc                     | 649,3 cc                                       | 649,3 cc                     | 649,3 cc                     | 649,3 cc                     |                     |
| Carburateur(s)         | 1 Amal Monobloc 28 mm        | 1 Amal Monobloc 28 mm        | 1 Amal Monobloc 28 mm        | Onbekend                     | 1 Amal Concentric 30 mm      | 1 Amal Concentric 30 mm                        | 1 Amal Concentric 30 mm      | 1 Amal Concentric 30 mm      | 1 Amal Concentric 930 30 mm  |                     |
| Ontsteking             | Accu-bobine                  | Accu-bobine                  | Accu-bobine                  | Accu-bobine                  | Accu-bobine                  | Accu-bobine                                    | Accu-bobine                  | Accu-bobine                  | Accu-bobine                  |                     |
| Smeersysteem           | Dry-sump                     | Dry-sump                     | Dry-sump                     | Dry-sump                     | Dry-sump                     | Dry-sump                                       | Dry-sump                     | Dry-sump                     | Dry-sump                     |                     |
| Compressieverhouding   | 8,5:1                        | 8,5:1                        | 8,5:1                        | Onbekend                     | 9:1                          | 9:1 (USA: 8,5:1)                               | 8,5:1                        | Onbekend                     | 9:1                          |                     |
| Max. vermogen          | 42 pk bij 6.500 tpm          | 42 pk bij 6.500 tpm          | 42 pk bij 6.500 tpm          | 54 pk                        | 43 pk bij 6.500 tpm          | 47 pk bij 6.500 tpm (USA: 42 pk bij 6.500 tpm) | 47 pk bij 6.700 tpm          | Onbekend                     | 46 pk bij 6.500 tpm          |                     |
| Primaire aandrijving   | Ketting                      | Ketting                      | Ketting                      | Ketting                      | Ketting                      | Ketting                                        | Ketting                      | Ketting                      | Duplexketting                |                     |
| Koppeling              | Meervoudige natte plaat      | Meervoudige natte plaat      | Meervoudige natte plaat      | Meervoudige natte plaat      | Meervoudige natte plaat      | Meervoudige natte plaat                        | Meervoudige natte plaat      | Meervoudige natte plaat      | Meervoudige natte plaat      |                     |
| Versnellingen          | 4                            | 4                            | 4                            | 4                            | 4                            | 4                                              | 4                            | 4                            | 4                            |                     |
| Secundaire aandrijving | Ketting                      | Ketting                      | Ketting                      | Ketting                      | Ketting                      | Ketting                                        | Ketting                      | Ketting                      | Ketting                      |                     |
| Rijwielgedeelte        | Dubbel wiegframe             | Semi-dubbel wiegframe        | Semi-dubbel wiegframe        | Semi-dubbel wiegframe        | Semi-dubbel wiegframe        | Semi-dubbel wiegframe                          | Semi-dubbel wiegframe        | Onbekend                     | Dubbel wiegframe             |                     |
| Voorvork               | Telescoop                    | Telescoop                    | Telescoop                    | Telescoop                    | Telescoop                    | Telescoop                                      | Telescoop                    | Telescoop                    | Telescoop                    |                     |
| Achtervork             | Swingarm                     | Swingarm                     | Swingarm                     | Swingarm                     | Swingarm                     | Swingarm                                       | Swingarm                     | Swingarm                     | Swingarm                     |                     |
| Remmen                 | Trommelremmen                | Trommelremmen                | Trommelremmen                | Trommelremmen                | Trommelremmen                | Trommelremmen                                  | Trommelremmen                | Trommelremmen                | Trommelremmen                |                     |
| Tankinhoud             | 11 liter                     | 11 liter                     | Onbekend                     | 11 liter                     | 16 liter                     | 18 liter                                       | 18 liter (USA: 11 liter)     | Onbekend                     | 18 liter                     |                     |
| Droog gewicht          | 165 kg                       | 165 kg                       | Onbekend                     | Onbekend                     | 177 kg                       | 175 kg                                         | 174 kg                       | Onbekend                     | 166 kg                       |                     |